# Hypnum cupressiforme
Hypum cupressiforme és una molsa que pertany a la família Hypnaceae. És una espècie present a tot el món a excepció de l'Antàrtida, viu sota una gran varietat de climes i hàbitats diferents. És comú a Europa i també als Països Catalans, on apareix des de les terres baixes fins a l'estatge alpí. D'aspecte molt variable (amb moltes varietats descrites), de mida mitjana, amb color verd, groc verdós o groc brunenc, és irregularment ramificada o poc pinnada. És una espècie dioica, existint plantes mascle i femella. És freqüent trobar-la sobre roques, sòl i troncs (principalment a la base).

## Usos
Hypnum cupressiforme és una molsa relativament tolerant a la pol·lució, i per aquest motiu és utilitzada com a bioindicador per a la determinació de diversos tipus pol·lució atmosfèrica: metalls pesants, òxids de sofre, òxids de nitrogen fluorur d'hidrogen o ozó troposfèric, entre d'altres. També s'ha utilitzat com a indicador de la deposició atmosfèrica de nitrogen. El motiu pel qual s'ha utilitzat més Hypnum cupressiforme és per mesurar la deposició atmosfèrica de metalls pesants. Sovint s'utilitza en combinació amb altres molses, com Scleropodium purum o Pleurozium schreberi, si bé també existeixen nombrosos estudis que la usen en solitari. S'han dut a terme múltiples estudis a Europa (principalment, un mostreig regular a tot el continent des dels anys 90) la península Ibèrica i Catalunya usant aquesta espècie.
Antigament també havia estat usada per fer coixins i matalassos, tal com mostra el nom del gènere, Hypnum, que prové del grec Hypnos, nom de la deïtat que personifica la son.